# ファンタスティックフォーチュン
『ファンタスティックフォーチュン』は、1998年11月27日に富士通から発売されたWindows対応の女性向け恋愛シミュレーションゲーム。2000年8月25日にはサイバーフロントから廉価版が、2001年5月24日には同社からPS版が移植発売された。

## 概要
本作のファンはフォーチュナーと呼ばれる。ファン同士の間ではファンタ者と名乗る場合もある。
続編は『ファンタスティックフォーチュン2』（PS2用ソフト）。同名タイトルの2と区別するために、本作は無印とも呼ばれる。
1998年の発売直後、富士通がゲーム業界から撤退したために一時は半ば廃盤状態となった。だが、熱心なファンにより署名運動が行われ、2年後の2000年にPC廉価版、2001年にPS版が、共にサイバーフロントから発売されるに至った。
企画・シナリオ・原画全てをゆうきあずさが担当（当時は漢字名「結城梓」名義）。本来、ゆうきは企画と原画の担当であったが、当初のシナリオ担当者が降板したため、予算の都合上ゆうきがシナリオも兼任することになった。
全年齢男性向け恋愛シミュレーションゲーム『エーベルージュ』とは、同じワーランドの世界を舞台としており、「エーベ女神」「アンヘル族」「力のある樹」などの共通点がある。時代は『エーベルージュ』から500年前の設定となる。なお『エーベルージュ』シリーズと『ファンタスティックフォーチュン』『ファンタスティックフォーチュン2』を合わせてワーランドシリーズと呼ぶ。
ファンタスティックフォーチュンシリーズは、2作とも3人のヒロインからプレイキャラを選び、7人の相手と、ヒロイン別に用意された隠しキャラとの恋愛を楽しむ形式になっている。選んだ主人公によって、選ばなかった残りの2人のどちらかと友情エンディングを迎えることができるのも、特徴の一つである（無印の場合、ゲーム開始時の性別が未定の「シルフィス」を選んだ場合に限り、友情エンディングではなく恋愛エンディングを迎えられるギャルゲー要素も含んでいた）。
パラメータを伸ばす育成タイプのゲームシステムだが、ヒロイン3人は非常に個性が強く、当初からすでに性格がはっきりと打ち出されているため、「プレイヤーが感情移入する分身としてのヒロイン」よりも「物語を牽引する主人公としてのヒロイン」の側面が強く、むしろノベルゲームのようなシナリオ性の高さが特徴のひとつとなっている。また、それぞれのヒロインの視点をプレイすることで、一つの物語を多方面から見ることができる。

## 歴史
ファンタスティックフォーチュン
1998年11月27日発売。Windows 95/98用ソフト。富士通より発売。
PCゲームBestシリーズ Vol.32 ファンタスティックフォーチュン
2000年8月25日発売。Windows 95/98用ソフト。廉価版。サイバーフロントより発売。
ファンタスティックフォーチュン
2001年5月24日発売。プレイステーション用ソフト。サイバーフロントより発売。

## ストーリー
物語の舞台は、『エーベルージュ』から遡ること500年前の惑星ワーランドの中世時代。カダローラ島の内陸にある小国・クライン王国。クラインの王女ディアーナ、騎士見習いシルフィス、魔法により現代日本からクラインに召喚されてしまった女子高生メイの3人から主人公を1人選んでプレイする。
主人公3人にはそれぞれ目標があり、達成に向けてクラインでの一年間を過ごすことになる。立派な王女を目指すディアーナ、魔力を高めなければ自らの世界に帰れないメイ、立派な騎士となり性別分化を果たそうと腕を磨くシルフィス。隣国ダリスの不穏な情勢がクラインに及び始める中、これらの正規目標を達成するもよし、素敵な恋をするもよし。主人公の運命は、プレイヤーの手に委ねられている。

## 登場人物

### メインキャラクター
ディアーナ・エル・サークリッド
声 - 茶山莉子
クライン王国第二王女。15歳。6月23日生まれ。蟹座。O型。身長は154cm。体重は39kg。無邪気なお姫様。木登りが得意で、歌が上手い。帽子集めが趣味。幼い頃に出会った少年との再会を夢見ている。今もなお美妃として名を残す、母であるマリーレイン王妃によく似た容姿を持つ美少女だが、そのおてんばな性格ゆえに、母に用いられた「儚い」という単語を使うと吟遊詩人に刺される、と兄に言わしめる。王族の血統に敬意を払い、男性キャラ達の多くが敬語で接する。王女の身分だが、二年前から王都にいた事実が冒頭で語られるにもかかわらず、彼女の存在は兄であるセイリオス以外の周囲に殆ど知られていない。兄の傍に付くことの多いシオンや近衛騎士レオニスも同様なのは、ディアーナの事情が影響している。他国に嫁いだセレーネという姉がいる。
シルフィス・カストリーズ
声 - 石田彰
騎士見習い。15歳。5月22日生まれ。双子座。A型。身長は160cm。体重は52kg。穏やかで生真面目で人のいい性格。思春期を過ぎるまで性別が定まらない、女神エーベの末裔といわれる神秘的な種族・アンヘル族出身で、通常の分化時期である12〜13歳を過ぎても、未だ性別が決まらないことを悩んでいる。アンヘル族の特徴として絶世の美貌を誇るが、一族が得意とするはずの魔法は不得手。立派な騎士になるのが目標。天然毒舌。シルフィスのみ、他の2人との恋人エンディングがある。物腰丁寧、かつ会話では敬語を使うが、見習い仲間であるガゼルに対しては砕けた言葉遣いをする。おっとりした性格のせいか、男性キャラ達の接し方も柔らかい。
藤原 芽衣（ふじわら めい）
声 - 坂本真綾
女子高生。16歳。9月21日生まれ。乙女座。AB型。身長は150cm。体重は43kg。ワーランドの呼称に合わせて「メイ・フジワラ」と呼ばれることもある。現代日本から魔法によりクラインに召喚されてしまった普通の少女。お嬢様学校に通う社長令嬢だったが、金銭感覚や一般常識は庶民レベル。気が強い性格で、フライパンでごろつき2人をぶちのめす、ガゼルの頬を赤くなるまで捻り上げる、魔法研究院の施設をしょっちゅう魔法で吹っ飛ばすなど、動き回るほどに周りに被害を齎し、レオニスから「台風娘」ともあだ名されたトラブルメーカー。武術魔法が得意。元の世界に帰るため、魔法研究院で魔法の修行に励んでいる。本人のさばけた性格もあり、男性キャラ達の接し方は総じて気さく。趣味は読書と料理。
セイリオス・アル・サークリッド
声 - 緑川光
クライン王国皇太子。23歳。7月26日生まれ。獅子座。O型。身長は179cm。体重は65kg。敬称の「殿下」で呼ばれる機会の方が多い。シオンと共にキールが所属している王立魔法研究院の第一期生でもある。人当たりがよく有能な、まさに理想の王子様だが、気を許した人間に対しては結構毒舌家。妹のディアーナにはとことん過保護。ディアーナが5歳の頃、王宮へ移るセイリオスへ餞別として渡した熊のぬいぐるみを、今でも大切に持っている。レオニスに対しては信頼を置いているが、亡き王妃マリーレインと妹姫ディアーナに関わる場合のみ、頑なに辛辣な態度をとる。紅茶の味が判っていないとシオンを嘆かせている。酢昆布にも寛容で食べ物の好き嫌いは無いとはいえど、ゼリービーンズは何か許せないものを感じるらしい。出生に秘密あり。趣味は楽器の演奏と作曲。
シオン・カイナス
声 - 塩沢兼人
王国一の魔法使いで筆頭宮廷魔導士。26歳。4月17日生まれ。牡羊座。血液型不明。身長は184cm。体重は72kg。皇太子セイリオスとは幼馴染で、魔法研究院では第一期生同士、人前以外では「セイル」と愛称で呼ぶ唯一の人物。セイリオスの出生の秘密を知る。セイリオスの身辺に常に部下を配置して守っている。仕事嫌いで女好きの遊び人だが、危急の場面では頼りになる人物。ディアーナをあっさり殺そうとしたり、誘拐させたり、シルフィスを死ぬと判断して放置するなど、目的のためには自ら汚れ役を演じることも厭わない偽悪者の傾向がある。その一方で、メイには妙な保護態度を見せる。告白は自分に都合のいい言葉しか言わない。女の振り方は酷薄。草花を育てるのが趣味。面白いと思えば何にでも首を突っ込む。「歩く台風の目」とも呼ばれる。
キール・セリアン
声 - 遠近孝一
魔法研究院の学生で研究院一の秀才。19歳。10月15日生まれ。天秤座。AB型。身長は167cm。体重は55kg。若くして魔導士の最高位の印である緋色の肩掛けを拝受している。魔法実験の失敗でメイをワーランドに召喚してしまったため、その責任をとってメイの保護者になっている。無愛想で人嫌いだが、結構面倒見がいい。アイシュの双子の弟で、幼少期は兄を慕っていた。馬鹿は嫌いだと公言している。甘いものが嫌いで、ボイスドラマでは乳製品アレルギーの事実も明かされている。召喚直後のメイを「山猿」、初対面のディアーナを「じゃじゃ馬」と呼び、シルフィスには観察欲を隠さない発言をするなど、人当たりは悪い。霊視能力の持ち主。彼の眼鏡は、精霊や妖精などの人ならぬものを、ある程度見ないようにする手段のため、アイシュと違って伊達である。
レオニス・クレベール
声 - 鈴置洋孝
王宮の近衛騎士で騎士見習い訓練所の責任者。30歳。12月8日生まれ。射手座。B型。身長は194cm。体重は87kg。近衛騎士隊第三小隊隊長。階級は大尉。見習い騎士で直属の部下にあたるのはシルフィスとガゼルの2人のみ。無口でストイックな剣士。騎士見習いにとってはよき先輩。シルフィスの保護者的存在でもある。宮廷での警備時に見せるあまりに厳しい表情は、女官達を怯えさせている。骨董品集めが趣味。登場人物で最も身長が高く、年長だが、顔は童顔。過去に受けた心の傷を抱えている。
アイシュ・セリアン
声 - 宮田始典
宮廷の文官。19歳。10月15日生まれ。天秤座。AB型。身長は168cm。体重は58kg。執政官でディアーナの教師役も勤める。18歳で任官が決まった天才だが、本人はおっとりのんびりなお人好し。少々間も抜けている。キールの双子の兄。素顔の顔立ちも似ているが、瓶底眼鏡と常時絶やさない笑顔の影響か、似ているという印象は強くない。親の都合により7歳まで父母それぞれの下で別々に育てられ、父の死後から母の下で共に育った。頭脳と運動神経は反比例しているらしく、何も無い場所での転倒も珍しくなく、まっすぐ歩いてもよく人と衝突する。同僚からは「バランスが悪い」と言われている。お人よしが災いして業務を押し付けられ、仕事が際限なく増えている模様。趣味はケーキ作り。強度の近眼で、瓶底眼鏡を掛けていないと落ち着かない。メイ曰く眼鏡フェチ。キールを傷つけないように、実は魔法が使えることを隠している。
ガゼル・ターナ
声 - 横手久美子
騎士見習い。15歳。8月13日生まれ。獅子座。O型。身長は149cm。体重は45kg。貴族出身だが気取らない、元気なわんぱく少年。危機に陥った母を助けてくれたレオニスを尊敬し、彼から課された「剣の意味」を探し求めている。幼い少年キャラかと思わせる容貌だが、ディアーナとのエンディングにおいては男性らしく成長した騎士姿を披露した。水は苦手と言いながら、魚取りが得意。得体の知れない栄養ジュースを作って飲ませる。大勢の兄弟の真ん中。街中の交友関係は広く、あちこちでバイトをしている。なぜかキールに懐いており、休みの日に押しかけては部屋を荒らすとキールから苦情が漏らされている。
イーリス・アヴニール
声 - 千葉進歩
流しの吟遊詩人。22歳。1月24日生まれ。水瓶座。血液型不明。身長は172cm。体重は59kg。シオンの悪友。女性と見紛う麗しい外見の持ち主だが、シビアな現実主義者。守銭奴との噂もある反面、権力者からの施しには強いアレルギー反応を示し、初登場時にディアーナで金貨を渡すと激烈な拒絶を受ける。セイリオスのイベントに深く関わる。バンシー（泣き霊）憑きの家系の末裔。「バンシーの笛」という家伝の品を持つ。祖父が任官運動も空しく無位のまま死んだため、貴族や権力者に強い反感を持っている。詮索するのもされるのも嫌いで、他人の事情に興味も持たない。
アルムレディン・レイノルド・ダリス
声 - 緑川光
ディアーナの正規ルートで結ばれるキャラクター。21歳。1月1日生まれ。山羊座。A型。クライン王国の北側の隣国・ダリス王国の元皇太子。父の病死に伴い、叔父の謀略に巻き込まれて廃太子とされ、世間には死亡と公表される。実際には、暗殺者から逃れて潜伏し、盗賊の頭に身を落としながらも、簒奪王からの母国奪回を狙っていた。ディアーナと約束を交わした王子様本人。作中では明かされないが、2人の最初の邂逅が、ダリス王家の保養所（クライン国境に近い離宮の森）であることが、製作に携わったゆうきあずさの漫画で描かれている（ディアーナは5歳、セイリオスは13歳前後。マリーレインも存命で、クライン王家がそろって親善旅行に訪れていた模様。ただし、これがクライン・ダリス間の政略結婚を前提とした見合いであったかは、描かれていない）。
エルディーア / ノーチェ
声 - 茂呂田かおる
シルフィス用の隠しキャラクター。年齢不明。シルフィスの正規ルートでは刃を交え、他2人のヒロインのルートでも、アイシュのイベントで顔を晒す。ワーランドの最大宗教エーベ（経典はエーベルージュ）の神殿の女司祭、というのは表の顔。その実体は「白鴉」と呼ばれる謎の女間者。戦闘と攻撃魔法に優れ、誰も姿を見たことは無いといわれる凄腕。ノーチェという本名は本当に心を許した相手にしか明かされない。
レーティス
声 - 有沢俊浩
ディアーナ用の隠しキャラクター。年齢不明。別名北の魔王。子供の頃から高い魔力を持ち、それを恐れた親から捨てられ、以来一人で生き延びてきたらしい。大国を魔法で一瞬のうちに滅ぼした、旱魃を起こした、等々、恐ろしい噂がまことしやかに囁かれているが、料理の仕方も知らず、しかも味音痴だったりと間の抜けた一面もある。彼のイベントだけが、全ストーリーの中で個々のキャラクターへの呼称が違うなど、違和感を伴う。
リュクセル・フォン・ブラウエン
声 - 横手久美子
メイ用の隠しキャラクター。10歳。王都の東、遺跡の傍に建つクライン王国の名家・ブラウエン家の跡取り息子だが、早くに両親を亡くし、親戚に引き取られた。そこで自閉気味に陥っていたところを、元執事だった老人に引き取られ、一時家督を王家に返上し、隠棲しつつ育てられている少年。無口を通り越し、視線と頷きだけで会話をする。

### サブキャラクター
ミリエール・フォン・ローゼンベルク
推定12歳。恋愛を進められるキャラクターではないが、シオンのイベントでキーパーソンを務める少女。名門カイナス家と肩を並べる名家ローゼンベルク家の、当主ラグナ・フォン・ローゼンベルクの姪にあたる。7年前に父をシオンに殺されたと恨んでいる。ローゼンベルク最後の当主として、王都を去る。
アリサ
メイの正規ルートにのみ登場。アンヘル族の幼い少女。ダリス王国に囚われた母を助けて欲しいと言い、メイをダリス王城に案内する。無口で、不思議な雰囲気の持ち主。実は大樹の次代の種。シルフィス正規ルートでは、種のまま託され、シルフィスとの会話は無い。
金髪の女の人
声 - 藤臣香乃
シルフィスのメインイベントに関わる女性。夢枕に立ち、ダリスでは地下道に導く。実は地下で枯れ木となった大樹の精霊で、アンヘル族であるシルフィスを必要とする。次代の木であるアリサの篭る種をシルフィスに託す。
マリーレイン王妃
十年ほど前に亡くなった、国王の2人目の王妃。ディアーナの生母。ローゼンベルク家の出自。立后の頃にレオニスと出会い、恋愛的なスキャンダルがあった模様。詳細はレオニスの昔語りのみ。セイリオスはディアーナに「私たちの母」と言って墓参をしているが、セイリオスの生母なのかは不明。謎の多い人物。なお、霊魂は墓に宿ったままだ、とレオニスは語っている。没年齢不明。
エスタス・フォン・ローゼンベルク
ミリエールの父。かつてシオンが戦地に居た時の上官。撤退の時戦死している。この時の心無い噂により、シオンは上官殺しと汚名を着せられた。娘の肖像画を描き残している。

## 用語集
『エーベルージュ』と共通するものについては、そちらの記事で説明が掘り下げられているため、本記事では割愛する。

### 世界
ワーランド
かつて人類が殖民した世界で、地球とほぼ同様。唯一の大陸も同じ名前を冠する。地域によっては四季もある。

### 国家
カダローラ
本作の舞台となる、クラインがある島国。多くの小国があり、戦争が絶え間ない状態。総面積、緯度経度は現実の日本とほぼ同じ。四季もあり、温暖。
クライン
カダローラ島の内陸部にある小国。本作の舞台。自然に溢れ、風光明媚な土地柄。サークリッド王家が統治する。
ダリス
クラインの北で繋がる大国で、海に面し、魔法文化が盛ん。万世一系を貫く。セイリオス曰く「領土はさしたる物ではない」とのことだが、他では常に「大国」と言われる。ダリス王家が統治するが、不穏な噂が伝わっている。

### 王家関連
王宮
クラインの中枢部。セイリオスやディアーナなど王族が住む。庭はシオンが私物化している。
北の離宮
王族の子供が13まで育てられる場所であり、園遊会やパーティーなども催されるが、行事の度に賊の侵入を許している。
北の中央砦
ダリスとの国境を見張る砦。緊張が高まる中、戦闘になることも多い。

### 神話関連
エーベ
神話の時代、ワーランドを崩壊の危機から救ったとされる美しい女神。『ファンタスティックフォーチュン2』では「人々を連れてきた」とも言われる。毎年12月24日、彼女の生まれた日として降誕祭が行われる。
エーベルージュ
女神エーベの経典。ディアーナは、この中の一節「光臨の章」の暗唱テストを神殿で受けている。
大樹
女神エーベの木とも呼ばれる不思議な力を宿した神樹。その昔、世界に危機が迫ったとき、女神エーベが降臨してこの大樹に祈り世界を救ったという伝説がある。この樹が枯渇すると、ワーランドに重大な影響が出る。大樹の伝説と同じ力ある樹は、各地に点在していると、キールの調査報告が作中で語られる。ダリスは、この力ある樹が枯渇するまで力を吸い上げ、国土に異常気象が起こっていた。
七色の花
不吉の象徴といわれる花。経典エーベルージュの一節に「七色の花は大地の涙。色が世界を埋めし時、世界は滅びを迎えん」とある。メイ曰く「毒々しい」色。通常の土壌では移植しても枯れる。大樹の枯渇によって荒れた土地に大量発生する。

### 魔法
大きく分けて「治癒魔法」「武術魔法」「創造魔法」の3種に区分される。
治癒魔法
魔法により治癒力を高め、怪我や病気を治す。刺傷などはすぐに塞がる。
武術魔法
攻撃の魔法。火水風の魔法が作中で使われている。メイは火を得意とし、シオンは風を使い、アイシュが水の魔法で身を守っていた。
ファイアーボール
メイが作中に多用する武術魔法。
浮遊魔法
メイが箒に乗って飛行する際、使う魔法。風魔法の応用。
防御魔法
召喚されたドラゴンの炎から守る為に、キールが使っている。
創造魔法
無から何かを生み出すことが出来る。ただし、この魔法は経典エーベルージュの中に記述されているだけで、作中では失われた伝説の魔法。キールはこの魔法の復活を研究の目的としている。
召喚魔法
キールが創造魔法研究の一環として行った魔法。初めての魔法実験で失敗した結果、メイが召喚された。その後研究を重ね、創造魔法を発動させようと実験に至ったものの、同僚の策略に嵌り、ドラゴンを呼び出してしまう。
帰還魔法
メイを元の世界に帰すべく、キールが研究する魔法。施術される側も魔法に長けている方が成功し易いため、メイも魔法を勉強することになった。

### 種族
アンヘル族
思春期が過ぎるまでは男女の区別がない、特殊な一族。魔法を扱う能力が高く、外見が非常に美しい。女神エーベはアンヘル族であったとの伝承から「女神の末裔」とも呼ばれる。緑の瞳と金色の髪が特徴。山間部の村に集って暮らし、結界を張って他者を避けており、他の土地の人間とはあまり交流が無い。シルフィスは、アンヘル族とクラインとの歩み寄りを模索するセイリオスの政策により、長老から派遣された。性別分化前は虚弱体質の子供が多く、死亡率が高いため、大切に育てられる。

### 王都関連
王都
クラインの首都。人口は二千人。大きな湖の辺にある。庶民の暮らしは概ね良好で、街ではバザールや降誕祭などの行事がよく行われる。
王立魔法研究院
現国王の計らいで設立された、クラインの最高学府。入院試験は難関といわれ、たとえ見習いでも能力の高さが尊重される。
クライン近衛騎士団
主な仕事は、王宮での警備や王族の警護。市内巡回は自主的な民間への協力として行われ、治安維持に貢献している。見習いから騎士になるには、試験に合格するか王族からの拝命か、の二通りがある。
神殿
女神エーベを祀る神殿。司祭の一人であるディアーナの家庭教師は、神殿でのコンサートを餌に、経典の暗唱テストをさせたりしている。ガゼルもよく通う。ここの女司祭がエルディーア（白鴉）である。墓地も併設されており、王家の墓もある。
自警団
王都市内の治安維持の組織。
錠前亭
イーリスが宿泊していた宿屋。病気のイーリスのために医者を呼ぶなど、客に対する配慮を備える。
骨董店
骨董が趣味のレオニスは馴染み客。シオンはエスタスの遺品を捜すため、レオニスに紹介状を書いてもらった。
喫茶店
イーリスが占いの副業をしていた店。ドラマCDでは、ガゼルが店を手伝っていた。作中で、キャラ同士が顔を合わせるイベントが複数展開される場所でもある。
洋服店
ガゼルがシルフィスにドレスを着せるイベントがある。
雑貨屋
ガゼルがメイに「古代遺跡からの出土品」のCDを買う店。このイベントにより、ワーランドには、かつてCDを作れる文明があったことがわかる。
郊外の古代遺跡
リュクセルが遊び場にしている遺跡。オーディオ機器などが出土する。

### クラインの人々
ガゼルの知人たち
雑貨屋亭主、洋品店の女店主、喫茶店のマスターなど。顔の広い彼の知り合いは多い。
師団長
レオニスの上官で、娘と見合いをさせる。部下であるレオニスに目を掛けている。
師団長の娘
父の権力を利用し、強引にレオニスとの見合いに持ち込んだ。
女官
王宮で働く女性達。シオンが手を出しては振っている。

## 主題歌
オープニングテーマ「Fantastic Fortune」
作詞・作曲 - 富田美智子 / 歌 - 茶山莉子
エンディングテーマ「風の向こうへ…」
作詞・作曲 - 富田美智子 / 歌 - 茶山莉子
エンディングテーマ「Don't Lose Your Smile」
作詞・作曲 - 富田美智子 / 歌 - 茶山莉子
『風の向こうへ…』は目標達成時、『Don't Lose Your Smile』は恋愛エンディング時に流れる。

## 関連商品

### ソフトウェア
ファンタスティックフォーチュン デジタルコレクション「フォーチュナー」
2001年3月30日発売。デスクトップアクセサリ。Windows 95/98/Me用。